# Campeonato de Primera División B 1967 (Argentina)
El Campeonato de Primera División B 1967 fue el torneo que constituyó la trigésimo cuarta temporada de la segunda división de argentina en la era profesional de la rama de los clubes directamente afiliados a la AFA y la decimonovena edición de la Primera División B bajo esa denominación. Fue disputado entre el 4 de marzo y el 30 de diciembre por 21 equipos.
El nuevo participante fue Estudiantes (BA), equipo ascendido de la Primera C.
No hubo nuevos integrantes de la Primera División ya que los descensos estaban suspendidos.
Se consagró campeón Defensores de Belgrano. Sin embargo, ascendieron Tigre y Los Andes por ganar el Torneo de Reclasificación. Por otra parte, descendieron de categoría Talleres (Remedios de Escalada), Central Córdoba (Rosario) y El Porvenir tras perder el Torneo Reclasificación.

## Ascensos y descensos
| Descendidos de la Primera División B 1966 |
| ----------------------------------------- |
| No hubo                                   |

| Pos | Ascendidos a la Primera División B 1967 |
| --- | --------------------------------------- |
| 1.º | Estudiantes (BA)                        |

| Pos     | Ascendidos a Primera División 1967 |
| ------- | ---------------------------------- |
| 1.º     | Unión                              |
| T. Red. | Deportivo Español                  |

| Descendidos de la Primera División 1966 |
| --------------------------------------- |
| No hubo                                 |

## Equipos
| Equipo                 | Ciudad               |
| ---------------------- | -------------------- |
| All Boys               | Buenos Aires         |
| Almagro                | José Ingenieros      |
| Almirante Brown        | San Justo            |
| Argentino de Quilmes   | Quilmes              |
| Arsenal FC             | Sarandí              |
| Central Córdoba        | Rosario              |
| Defensores de Belgrano | Buenos Aires         |
| Deportivo Italiano     | Buenos Aires         |
| Deportivo Morón        | Morón                |
| Dock Sud               | Dock Sud             |
| Estudiantes            | Caseros              |
| El Porvenir            | Gerli                |
| Excursionistas         | Buenos Aires         |
| Los Andes              | Lomas de Zamora      |
| Nueva Chicago          | Buenos Aires         |
| San Telmo              | Dock Sud             |
| Sarmiento              | Junín                |
| Talleres               | Remedios de Escalada |
| Temperley              | Turdera              |
| Tigre                  | Victoria             |
| Villa Dálmine          | Campana              |

### Distribución geográfica de los equipos
| Región                                   | Cant. | Equipos |
| ---------------------------------------- | ----- | --- |
| Conurbano bonaerense                     | 14    | Almagro, Almirante Brown, Argentino de Quilmes, Arsenal, Deportivo Morón, Dock Sud, Estudiantes, El Porvenir, Los Andes, San Telmo, Talleres (RdE), Temperley, Tigre y Villa Dálmine |
| Ciudad de Buenos Aires                   | 5     | All Boys, Defensores de Belgrano, Deportivo Italiano, Excursionistas y Nueva Chicago                                                                                                 |
| Provincia de Santa Fe                    | 1     | Central Córdoba |
| Interior de la provincia de Buenos Aires | 1     | Sarmiento (J) |

## Formato

### Torneo regular
Para disputar el torneo regular, se dividió a los 21 equipos en dos zonas, una de 10 y una de 11 respectivamente, en dos ruedas por el sistema de todos contra todos. Una vez finalizado, los ubicados en el primer puesto de cada zona disputaron una final a partido único para determinar al campeón.

### Torneo de Reclasificación de Primera División
Los ubicados en los primeros dos puestos de cada zona clasificaron para disputar el Torneo de Reclasificación junto a 6 equipos de la divisional máxima, en dos ruedas por el sistema de todos contra todos. Los mejores 6 clasificaron a Primera División y los 4 restantes debieron disputar la Primera B.

### Torneo Promocional
Los equipos que se ubicaron del tercer al séptimo puesto de la Zona A y del tercer al octavo puesto de la Zona B disputaron el Torneo Promocional, en dos ruedas por el sistema de todos contra todos. El torneo no determinó ni título de campeón, ni ascensos, ni descensos. 

### Torneo de Reclasificación de Primera B
Los ubicados en los últimos tres puestos de cada zona disputaron el Torneo de Reclasificación junto a cuatro equipos de la Primera C, en dos ruedas por el sistema de todos contra todos. Los mejores 5 clasificaron a la Primera B y los 5 restantes a la Primera C.

## Torneo regular

### Zona A

#### Tabla de posiciones final
| Pos. | Equipo             | Pts. | PJ | PG | PE | PP | GF | GC | Dif. |
| ---- | ------------------ | ---- | -- | -- | -- | -- | -- | -- | ---- |
| 1.º  | Tigre              | 23   | 18 | 9  | 5  | 4  | 32 | 23 | 9    |
| 2.º  | Los Andes          | 20   | 18 | 7  | 6  | 5  | 30 | 20 | 10   |
| 3.º  | Deportivo Italiano | 20   | 18 | 7  | 6  | 5  | 29 | 24 | 5    |
| 4.º  | Arsenal FC         | 20   | 18 | 6  | 8  | 4  | 29 | 29 | 0    |
| 5.º  | Villa Dálmine      | 19   | 18 | 8  | 3  | 7  | 32 | 30 | 2    |
| 6.º  | Sarmiento          | 18   | 18 | 5  | 8  | 5  | 27 | 28 | −1   |
| 7.º  | Excursionistas     | 18   | 18 | 6  | 6  | 6  | 25 | 28 | −3   |
| 8.º  | San Telmo          | 17   | 18 | 7  | 3  | 8  | 23 | 26 | −3   |
| 9.º  | Talleres           | 14   | 18 | 5  | 4  | 9  | 25 | 33 | −8   |
| 10.º | All Boys           | 11   | 18 | 2  | 7  | 9  | 20 | 31 | −11  |

|  | Disputó la final por el campeonato y clasificó al Torneo de reclasificación de Primera. |
|  | Clasificó al Torneo de reclasificación de Primera.                                      |
|  | Clasificó al Torneo Promocional.                                                        |
|  | Clasificó al torneo de reclasificación de Primera B.                                    |

## Resultados
Primera Rueda
| Fecha 1            | Fecha 1   | Fecha 1       | Fecha 1            | Fecha 1    | Fecha 1 |
| Local              | Resultado | Visitante     | Estadio            | Fecha      |         |
| ------------------ | --------- | ------------- | ------------------ | ---------- | ------- |
| Deportivo Italiano | 2 - 1     | San Telmo     | Ferro Carril Oeste | 4 de marzo |         |
| Talleres (RdE)     | 1 - 2     | Tigre         | Talleres (RdE)     | 4 de marzo |         |
| Excursionistas     | 0 - 2     | Sarmiento     | Excursionistas     | 4 de marzo |         |
| Los Andes          | 2 - 3     | Villa Dálmine | Los Andes          | 4 de marzo |         |
| Arsenal            | 3 - 3     | All Boys      | Arsenal            | 4 de marzo |         |

| Fecha 2       | Fecha 2   | Fecha 2            | Fecha 2            | Fecha 2     | Fecha 2 |
| Local         | Resultado | Visitante          | Estadio            | Fecha       |         |
| ------------- | --------- | ------------------ | ------------------ | ----------- | ------- |
| Arsenal       | 3 - 2     | Deportivo Italiano | Arsenal            | 11 de marzo |         |
| All Boys      | 1 - 1     | Los Andes          | Argentinos Juniors | 11 de marzo |         |
| Villa Dálmine | 0 - 0     | Excursionistas     | Villa Dálmine      | 11 de marzo |         |
| Tigre         | 2 - 1     | San Telmo          | Tigre              | 11 de marzo |         |
| Sarmiento     | 1 - 3     | Talleres (RdE)     | Sarmiento          | 12 de marzo |         |

| Fecha 3            | Fecha 3   | Fecha 3       | Fecha 3            | Fecha 3     | Fecha 3 |
| Local              | Resultado | Visitante     | Estadio            | Fecha       |         |
| ------------------ | --------- | ------------- | ------------------ | ----------- | ------- |
| Deportivo Italiano | 2 - 0     | Tigre         | Ferro Carril Oeste | 18 de marzo |         |
| San Telmo          | 2 - 1     | Sarmiento     | San Telmo          | 18 de marzo |         |
| Talleres (RdE)     | 4 - 2     | Villa Dálmine | Talleres (RdE)     | 18 de marzo |         |
| Excursionistas     | 0 - 0     | All Boys      | Excursionistas     | 18 de marzo |         |
| Los Andes          | 0 - 1     | Arsenal       | Los Andes          | 18 de marzo |         |

| Fecha 4       | Fecha 4   | Fecha 4            | Fecha 4            | Fecha 4     | Fecha 4 |
| Local         | Resultado | Visitante          | Estadio            | Fecha       |         |
| ------------- | --------- | ------------------ | ------------------ | ----------- | ------- |
| Los Andes     | 5 - 2     | Deportivo Italiano | Los Andes          | 25 de marzo |         |
| Arsenal       | 2 - 2     | Excursionistas     | Arsenal            | 25 de marzo |         |
| All Boys      | 4 - 1     | Talleres (RdE)     | Argentinos Juniors | 25 de marzo |         |
| Villa Dálmine | 4 - 2     | San Telmo          | Villa Dálmine      | 25 de marzo |         |
| Sarmiento     | 0 - 2     | Tigre              | Sarmiento          | 26 de marzo |         |

| Fecha 5            | Fecha 5   | Fecha 5       | Fecha 5            | Fecha 5    | Fecha 5 |
| Local              | Resultado | Visitante     | Estadio            | Fecha      |         |
| ------------------ | --------- | ------------- | ------------------ | ---------- | ------- |
| Deportivo Italiano | 0 - 0     | Sarmiento     | Ferro Carril Oeste | 1 de abril |         |
| Tigre              | 4 - 1     | Villa Dálmine | Tigre              | 1 de abril |         |
| San Telmo          | 2 - 1     | All Boys      | San Telmo          | 1 de abril |         |
| Talleres (RdE)     | 4 - 2     | Arsenal       | Talleres (RdE)     | 1 de abril |         |
| Excursionistas     | 3 - 2     | Los Andes     | Excursionistas     | 1 de abril |         |

| Fecha 6        | Fecha 6   | Fecha 6            | Fecha 6            | Fecha 6    | Fecha 6 |
| Local          | Resultado | Visitante          | Estadio            | Fecha      |         |
| -------------- | --------- | ------------------ | ------------------ | ---------- | ------- |
| Excursionistas | 2 - 1     | Deportivo Italiano | Excursionistas     | 8 de abril |         |
| Los Andes      | 1 - 1     | Talleres (RdE)     | Los Andes          | 8 de abril |         |
| Arsenal        | 1 - 1     | San Telmo          | Arsenal            | 8 de abril |         |
| All Boys       | 0 - 0     | Tigre              | Argentinos Juniors | 8 de abril |         |
| Villa Dálmine  | 1 - 2     | Sarmiento          | Villa Dálmine      | 8 de abril |         |

| Fecha 7            | Fecha 7   | Fecha 7        | Fecha 7            | Fecha 7     | Fecha 7 |
| Local              | Resultado | Visitante      | Estadio            | Fecha       |         |
| ------------------ | --------- | -------------- | ------------------ | ----------- | ------- |
| Deportivo Italiano | 2 - 1     | Villa Dálmine  | Ferro Carril Oeste | 15 de abril |         |
| Tigre              | 2 - 0     | Arsenal        | Tigre              | 15 de abril |         |
| San Telmo          | 1 - 1     | Los Andes      | San Telmo          | 15 de abril |         |
| Talleres (RdE)     | 3 - 3     | Excursionistas | Talleres (RdE)     | 15 de abril |         |
| Sarmiento          | 4 - 1     | All Boys       | Sarmiento          | 16 de abril |         |

| Fecha 8        | Fecha 8   | Fecha 8            | Fecha 8            | Fecha 8     | Fecha 8 |
| Local          | Resultado | Visitante          | Estadio            | Fecha       |         |
| -------------- | --------- | ------------------ | ------------------ | ----------- | ------- |
| Talleres (RdE) | 0 - 0     | Deportivo Italiano | Talleres (RdE)     | 22 de abril |         |
| Excursionistas | 2 - 0     | San Telmo          | Excursionistas     | 22 de abril |         |
| Los Andes      | 5 - 0     | Tigre              | Los Andes          | 22 de abril |         |
| Arsenal        | 2 - 2     | Sarmiento          | Arsenal            | 22 de abril |         |
| All Boys       | 0 - 3     | Villa Dálmine      | Argentinos Juniors | 22 de abril |         |

| Fecha 9            | Fecha 9   | Fecha 9        | Fecha 9            | Fecha 9     | Fecha 9 |
| Local              | Resultado | Visitante      | Estadio            | Fecha       |         |
| ------------------ | --------- | -------------- | ------------------ | ----------- | ------- |
| Deportivo Italiano | 2 - 1     | All Boys       | Ferro Carril Oeste | 29 de abril |         |
| Villa Dálmine      | 0 - 1     | Arsenal        | Villa Dálmine      | 29 de abril |         |
| Tigre              | 2 - 3     | Excursionistas | Tigre              | 29 de abril |         |
| San Telmo          | 2 - 0     | Talleres (RdE) | San Telmo          | 29 de abril |         |
| Sarmiento          | 0 - 0     | Los Andes      | Sarmiento          | 30 de abril |         |

Segunda Rueda
| Fecha 10      | Fecha 10  | Fecha 10           | Fecha 10           | Fecha 10  | Fecha 10 |
| Local         | Resultado | Visitante          | Estadio            | Fecha     |          |
| ------------- | --------- | ------------------ | ------------------ | --------- | -------- |
| San Telmo     | 0 - 2     | Deportivo Italiano | San Telmo          | 6 de mayo |          |
| Tigre         | 3 - 0     | Talleres (RdE)     | Tigre              | 6 de mayo |          |
| Villa Dálmine | 0 - 1     | Los Andes          | Villa Dálmine      | 6 de mayo |          |
| All Boys      | 0 - 1     | Arsenal            | Argentinos Juniors | 6 de mayo |          |
| Sarmiento     | 3 - 2     | Excursionistas     | Sarmiento          | 7 de mayo |          |

| Fecha 11           | Fecha 11  | Fecha 11      | Fecha 11           | Fecha 11   | Fecha 11 |
| Local              | Resultado | Visitante     | Estadio            | Fecha      |          |
| ------------------ | --------- | ------------- | ------------------ | ---------- | -------- |
| Deportivo Italiano | 3 - 1     | Arsenal       | Ferro Carril Oeste | 13 de mayo |          |
| Los Andes          | 0 - 1     | All Boys      | Los Andes          | 13 de mayo |          |
| Excursionistas     | 1 - 3     | Villa Dálmine | Excursionistas     | 13 de mayo |          |
| Talleres (RdE)     | 0 - 2     | Sarmiento     | Talleres (RdE)     | 13 de mayo |          |
| San Telmo          | 0 - 1     | Tigre         | San Telmo          | 13 de mayo |          |

| Fecha 12      | Fecha 12  | Fecha 12           | Fecha 12           | Fecha 12   | Fecha 12 |
| Local         | Resultado | Visitante          | Estadio            | Fecha      |          |
| ------------- | --------- | ------------------ | ------------------ | ---------- | -------- |
| Tigre         | 2 - 2     | Deportivo Italiano | Tigre              | 20 de mayo |          |
| Villa Dálmine | 2 - 1     | Talleres (RdE)     | Villa Dálmine      | 20 de mayo |          |
| All Boys      | 1 - 2     | Excursionistas     | Argentinos Juniors | 20 de mayo |          |
| Arsenal       | 1 - 1     | Los Andes          | Arsenal            | 20 de mayo |          |
| Sarmiento     | 2 - 2     | San Telmo          | Sarmiento          | 21 de mayo |          |

| Fecha 13           | Fecha 13  | Fecha 13      | Fecha 13           | Fecha 13   | Fecha 13 |
| Local              | Resultado | Visitante     | Estadio            | Fecha      |          |
| ------------------ | --------- | ------------- | ------------------ | ---------- | -------- |
| Deportivo Italiano | 1 - 1     | Los Andes     | Ferro Carril Oeste | 27 de mayo |          |
| Excursionistas     | 1 - 1     | Arsenal       | Excursionistas     | 27 de mayo |          |
| Talleres (RdE)     | 1 - 1     | All Boys      | Talleres (RdE)     | 27 de mayo |          |
| San Telmo          | 2 - 1     | Villa Dálmine | San Telmo          | 27 de mayo |          |
| Tigre              | 5 - 1     | Sarmiento     | Tigre              | 27 de mayo |          |

| Fecha 14      | Fecha 14  | Fecha 14           | Fecha 14           | Fecha 14   | Fecha 14 |
| Local         | Resultado | Visitante          | Estadio            | Fecha      |          |
| ------------- | --------- | ------------------ | ------------------ | ---------- | -------- |
| Sarmiento     | 1 - 1     | Deportivo Italiano | Sarmiento          | 3 de junio |          |
| Villa Dálmine | 0 - 0     | Tigre              | Villa Dálmine      | 3 de junio |          |
| All Boys      | 0 - 2     | San Telmo          | Argentinos Juniors | 3 de junio |          |
| Arsenal       | 2 - 0     | Talleres (RdE)     | Arsenal            | 3 de junio |          |
| Los Andes     | 0 - 1     | Excursionistas     | Los Andes          | 3 de junio |          |

| Fecha 15           | Fecha 15  | Fecha 15       | Fecha 15           | Fecha 15    | Fecha 15 |
| Local              | Resultado | Visitante      | Estadio            | Fecha       |          |
| ------------------ | --------- | -------------- | ------------------ | ----------- | -------- |
| Deportivo Italiano | 3 - 0     | Excursionistas | Ferro Carril Oeste | 10 de junio |          |
| Talleres (RdE)     | 1 - 2     | Los Andes      | Talleres (RdE)     | 10 de junio |          |
| San Telmo          | 2 - 3     | Arsenal        | San Telmo          | 10 de junio |          |
| Tigre              | 3 - 1     | All Boys       | Tigre              | 10 de junio |          |
| Sarmiento          | 2 - 2     | Villa Dálmine  | Sarmiento          | 10 de junio |          |

| Fecha 16       | Fecha 16  | Fecha 16           | Fecha 16           | Fecha 16    | Fecha 16 |
| Local          | Resultado | Visitante          | Estadio            | Fecha       |          |
| -------------- | --------- | ------------------ | ------------------ | ----------- | -------- |
| Villa Dálmine  | 3 - 2     | Deportivo Italiano | Villa Dálmine      | 17 de junio |          |
| All Boys       | 1 - 1     | Sarmiento          | Argentinos Juniors | 17 de junio |          |
| Arsenal        | 2 - 2     | Tigre              | Arsenal            | 17 de junio |          |
| Los Andes      | 3 - 1     | San Telmo          | Los Andes          | 17 de junio |          |
| Excursionistas | 2 - 3     | Talleres (RdE)     | Excursionistas     | 17 de junio |          |

| Fecha 17           | Fecha 17  | Fecha 17       | Fecha 17           | Fecha 17    | Fecha 17 |
| Local              | Resultado | Visitante      | Estadio            | Fecha       |          |
| ------------------ | --------- | -------------- | ------------------ | ----------- | -------- |
| Deportivo Italiano | 1 - 2     | Talleres (RdE) | Ferro Carril Oeste | 24 de junio |          |
| San Telmo          | 1 - 0     | Excursionistas | San Telmo          | 24 de junio |          |
| Tigre              | 1 - 3     | Los Andes      | Tigre              | 24 de junio |          |
| Sarmiento          | 2 - 2     | Arsenal        | Sarmiento          | 24 de junio |          |
| Villa Dálmine      | 4 - 3     | All Boys       | Villa Dálmine      | 24 de junio |          |

| Fecha 18       | Fecha 18  | Fecha 18           | Fecha 18           | Fecha 18   | Fecha 18 |
| Local          | Resultado | Visitante          | Estadio            | Fecha      |          |
| -------------- | --------- | ------------------ | ------------------ | ---------- | -------- |
| All Boys       | 1 - 1     | Deportivo Italiano | Argentinos Juniors | 1 de julio |          |
| Arsenal        | 1 - 2     | Villa Dálmine      | Arsenal            | 1 de julio |          |
| Los Andes      | 2 - 1     | Sarmiento          | Los Andes          | 1 de julio |          |
| Excursionistas | 1 - 1     | Tigre              | Excursionistas     | 1 de julio |          |
| Talleres (RdE) | 0 - 1     | San Telmo          | Talleres (RdE)     | 1 de julio |          |

### Zona B

#### Tabla de posiciones final
| Pos. | Equipo                    | Pts. | PJ | PG | PE | PP | GF | GC | Dif. |
| ---- | ------------------------- | ---- | -- | -- | -- | -- | -- | -- | ---- |
| 1.º  | Defensores de Belgrano    | 31   | 20 | 14 | 3  | 3  | 35 | 16 | 19   |
| 2.º  | Almagro                   | 27   | 20 | 11 | 5  | 4  | 36 | 19 | 17   |
| 3.º  | Deportivo Morón           | 24   | 20 | 8  | 8  | 4  | 29 | 20 | 9    |
| 4.º  | Almirante Brown           | 21   | 20 | 7  | 7  | 6  | 25 | 27 | −2   |
| 5.º  | Estudiantes               | 20   | 20 | 7  | 6  | 7  | 24 | 23 | 1    |
| 6.º  | Argentino de Quilmes      | 20   | 20 | 8  | 4  | 8  | 28 | 29 | −1   |
| 7.º  | Nueva Chicago             | 18   | 20 | 5  | 8  | 7  | 19 | 22 | −3   |
| 8.º  | Temperley                 | 18   | 20 | 4  | 10 | 6  | 27 | 31 | −4   |
| 9.º  | Dock Sud                  | 18   | 20 | 7  | 4  | 9  | 20 | 27 | −7   |
| 10.º | Central Córdoba (Rosario) | 12   | 20 | 4  | 4  | 12 | 20 | 30 | −10  |
| 11.º | El Porvenir               | 11   | 20 | 2  | 7  | 11 | 12 | 31 | −19  |

|  | Disputó la final por el campeonato y clasificó al Torneo de reclasificación de Primera. |
|  | Clasificó al Torneo de reclasificación de Primera.                                      |
|  | Clasificó al Torneo Promocional.                                                        |
|  | Clasificó al torneo de reclasificación de Primera B.                                    |

## Resultados
Primera Rueda
| Fecha 1                  | Fecha 1   | Fecha 1                | Fecha 1              | Fecha 1    | Fecha 1 |
| Local                    | Resultado | Visitante              | Estadio              | Fecha      |         |
| ------------------------ | --------- | ---------------------- | -------------------- | ---------- | ------- |
| Almirante Brown          | 1 - 1     | Estudiantes (BA)       | Liniers              | 4 de marzo |         |
| Argentino de Quilmes     | 2 - 0     | Nueva Chicago          | Argentino de Quilmes | 4 de marzo |         |
| Deportivo Morón          | 1 - 0     | Central Córdoba (R)    | Deportivo Morón      | 4 de marzo |         |
| Almagro                  | 1 - 1     | Temperley              | Almagro              | 4 de marzo |         |
| El Porvenir              | 1 - 0     | Defensores de Belgrano | El Porvenir          | 4 de marzo |         |
| Libre: Sportivo Dock Sud |           |                        |                      |            |         |

| Fecha 2                | Fecha 2   | Fecha 2              | Fecha 2                | Fecha 2     | Fecha 2 |
| Local                  | Resultado | Visitante            | Estadio                | Fecha       |         |
| ---------------------- | --------- | -------------------- | ---------------------- | ----------- | ------- |
| Temperley              | 0 - 0     | Deportivo Morón      | Temperley              | 11 de marzo |         |
| Central Córdoba (R)    | 0 - 1     | Argentino de Quilmes | Central Córdoba (R)    | 11 de marzo |         |
| Nueva Chicago          | 0 - 1     | Almirante Brown      | Nueva Chicago          | 11 de marzo |         |
| Estudiantes (BA)       | 3 - 0     | Sportivo Dock Sud    | Estudiantes (BA)       | 11 de marzo |         |
| Defensores de Belgrano | 3 - 0     | Almagro              | Defensores de Belgrano | 22 de marzo |         |
| Libre: El Porvenir     |           |                      |                        |             |         |

| Fecha 3                 | Fecha 3   | Fecha 3                | Fecha 3              | Fecha 3     | Fecha 3 |
| Local                   | Resultado | Visitante              | Estadio              | Fecha       |         |
| ----------------------- | --------- | ---------------------- | -------------------- | ----------- | ------- |
| Sportivo Dock Sud       | 1 - 0     | Nueva Chicago          | Sportivo Dock Sud    | 18 de marzo |         |
| Almirante Brown         | 0 - 3     | Central Córdoba (R)    | Nueva Chicago        | 18 de marzo |         |
| Argentino de Quilmes    | 1 - 2     | Temperley              | Argentino de Quilmes | 18 de marzo |         |
| Deportivo Morón         | 1 - 1     | Defensores de Belgrano | Deportivo Morón      | 18 de marzo |         |
| Almagro                 | 0 - 0     | El Porvenir            | Almagro              | 18 de marzo |         |
| Libre: Estudiantes (BA) |           |                        |                      |             |         |

| Fecha 4                | Fecha 4   | Fecha 4              | Fecha 4                | Fecha 4     | Fecha 4 |
| Local                  | Resultado | Visitante            | Estadio                | Fecha       |         |
| ---------------------- | --------- | -------------------- | ---------------------- | ----------- | ------- |
| El Porvenir            | 1 - 2     | Deportivo Morón      | El Porvenir            | 25 de marzo |         |
| Defensores de Belgrano | 2 - 1     | Argentino de Quilmes | Defensores de Belgrano | 25 de marzo |         |
| Temperley              | 0 - 2     | Almirante Brown      | Temperley              | 25 de marzo |         |
| Central Córdoba (R)    | 0 - 1     | Sportivo Dock Sud    | Central Córdoba (R)    | 25 de marzo |         |
| Nueva Chicago          | 1 - 1     | Estudiantes (BA)     | Nueva Chicago          | 25 de marzo |         |
| Libre: Almagro         |           |                      |                        |             |         |

| Fecha 5              | Fecha 5   | Fecha 5                | Fecha 5              | Fecha 5    | Fecha 5 |
| Local                | Resultado | Visitante              | Estadio              | Fecha      |         |
| -------------------- | --------- | ---------------------- | -------------------- | ---------- | ------- |
| Estudiantes (BA)     | 1 - 0     | Central Córdoba (R)    | Estudiantes (BA)     | 1 de abril |         |
| Sportivo Dock Sud    | 0 - 0     | Temperley              | Sportivo Dock Sud    | 1 de abril |         |
| Almirante Brown      | 2 - 0     | Defensores de Belgrano | Nueva Chicago        | 1 de abril |         |
| Argentino de Quilmes | 2 - 0     | El Porvenir            | Argentino de Quilmes | 1 de abril |         |
| Deportivo Morón      | 2 - 3     | Almagro                | Deportivo Morón      | 1 de abril |         |
| Libre: Nueva Chicago |           |                        |                      |            |         |

| Fecha 6                | Fecha 6   | Fecha 6              | Fecha 6                | Fecha 6    | Fecha 6 |
| Local                  | Resultado | Visitante            | Estadio                | Fecha      |         |
| ---------------------- | --------- | -------------------- | ---------------------- | ---------- | ------- |
| Almagro                | 1 - 0     | Argentino de Quilmes | Almagro                | 8 de abril |         |
| El Porvenir            | 1 - 1     | Almirante Brown      | El Porvenir            | 8 de abril |         |
| Defensores de Belgrano | 2 - 0     | Sportivo Dock Sud    | Defensores de Belgrano | 8 de abril |         |
| Temperley              | 1 - 1     | Estudiantes (BA)     | Temperley              | 8 de abril |         |
| Central Córdoba (R)    | 1 - 1     | Nueva Chicago        | Central Córdoba (R)    | 8 de abril |         |
| Libre: Deportivo Morón |           |                      |                        |            |         |

| Fecha 7                    | Fecha 7   | Fecha 7                | Fecha 7              | Fecha 7     | Fecha 7 |
| Local                      | Resultado | Visitante              | Estadio              | Fecha       |         |
| -------------------------- | --------- | ---------------------- | -------------------- | ----------- | ------- |
| Nueva Chicago              | 1 - 1     | Temperley              | Nueva Chicago        | 15 de abril |         |
| Estudiantes (BA)           | 0 - 1     | Defensores de Belgrano | Estudiantes (BA)     | 15 de abril |         |
| Sportivo Dock Sud          | 1 - 0     | El Porvenir            | Sportivo Dock Sud    | 15 de abril |         |
| Almirante Brown            | 2 - 2     | Almagro                | Deportivo Morón      | 15 de abril |         |
| Argentino de Quilmes       | 3 - 1     | Deportivo Morón        | Argentino de Quilmes | 15 de abril |         |
| Libre: Central Córdoba (R) |           |                        |                      |             |         |

| Fecha 8                     | Fecha 8   | Fecha 8             | Fecha 8                | Fecha 8     | Fecha 8 |
| Local                       | Resultado | Visitante           | Estadio                | Fecha       |         |
| --------------------------- | --------- | ------------------- | ---------------------- | ----------- | ------- |
| Deportivo Morón             | 2 - 1     | Almirante Brown     | Deportivo Morón        | 22 de abril |         |
| Almagro                     | 0 - 1     | Sportivo Dock Sud   | Almagro                | 22 de abril |         |
| El Porvenir                 | 0 - 3     | Estudiantes (BA)    | El Porvenir            | 22 de abril |         |
| Defensores de Belgrano      | 2 - 1     | Nueva Chicago       | Defensores de Belgrano | 22 de abril |         |
| Temperley                   | 6 - 2     | Central Córdoba (R) | Temperley              | 22 de abril |         |
| Libre: Argentino de Quilmes |           |                     |                        |             |         |

| Fecha 9             | Fecha 9   | Fecha 9                | Fecha 9             | Fecha 9     | Fecha 9 |
| Local               | Resultado | Visitante              | Estadio             | Fecha       |         |
| ------------------- | --------- | ---------------------- | ------------------- | ----------- | ------- |
| Central Córdoba (R) | 1 - 3     | Defensores de Belgrano | Central Córdoba (R) | 29 de abril |         |
| Nueva Chicago       | 3 - 0     | El Porvenir            | Nueva Chicago       | 29 de abril |         |
| Estudiantes (BA)    | 0 - 4     | Almagro                | Atlanta             | 29 de abril |         |
| Sportivo Dock Sud   | 0 - 0     | Deportivo Morón        | Sportivo Dock Sud   | 29 de abril |         |
| Almirante Brown     | 0 - 3     | Argentino de Quilmes   | Deportivo Morón     | 29 de abril |         |
| Libre: Temperley    |           |                        |                     |             |         |

| Fecha 10               | Fecha 10  | Fecha 10            | Fecha 10             | Fecha 10  | Fecha 10 |
| Local                  | Resultado | Visitante           | Estadio              | Fecha     |          |
| ---------------------- | --------- | ------------------- | -------------------- | --------- | -------- |
| Argentino de Quilmes   | 3 - 1     | Sportivo Dock Sud   | Argentino de Quilmes | 6 de mayo |          |
| Deportivo Morón        | 1 - 1     | Estudiantes (BA)    | Deportivo Morón      | 6 de mayo |          |
| Almagro                | 3 - 0     | Nueva Chicago       | Almagro              | 6 de mayo |          |
| El Porvenir            | 1 - 1     | Central Córdoba (R) | El Porvenir          | 6 de mayo |          |
| Defensores de Belgrano | 2 - 2     | Temperley           | Platense             | 6 de mayo |          |
| Libre: Almirante Brown |           |                     |                      |           |          |

| Fecha 11                      | Fecha 11  | Fecha 11             | Fecha 11            | Fecha 11   | Fecha 11 |
| Local                         | Resultado | Visitante            | Estadio             | Fecha      |          |
| ----------------------------- | --------- | -------------------- | ------------------- | ---------- | -------- |
| Temperley                     | 1 - 1     | El Porvenir          | Temperley           | 13 de mayo |          |
| Central Córdoba (R)           | 1 - 1     | Almagro              | Central Córdoba (R) | 13 de mayo |          |
| Nueva Chicago                 | 0 - 1     | Deportivo Morón      | Nueva Chicago       | 13 de mayo |          |
| Estudiantes (BA)              | 2 - 0     | Argentino de Quilmes | Estudiantes (BA)    | 13 de mayo |          |
| Sportivo Dock Sud             | 1 - 2     | Almirante Brown      | Sportivo Dock Sud   | 13 de mayo |          |
| Libre: Defensores de Belgrano |           |                      |                     |            |          |

Segunda Rueda
| Fecha 12                 | Fecha 12  | Fecha 12             | Fecha 12               | Fecha 12   | Fecha 12 |
| Local                    | Resultado | Visitante            | Estadio                | Fecha      |          |
| ------------------------ | --------- | -------------------- | ---------------------- | ---------- | -------- |
| Estudiantes (BA)         | 0 - 2     | Almirante Brown      | Estudiantes (BA)       | 20 de mayo |          |
| Nueva Chicago            | 1 - 1     | Argentino de Quilmes | Nueva Chicago          | 20 de mayo |          |
| Central Córdoba (R)      | 0 - 1     | Deportivo Morón      | Central Córdoba (R)    | 20 de mayo |          |
| Temperley                | 0 - 3     | Almagro              | Temperley              | 20 de mayo |          |
| Defensores de Belgrano   | 2 - 0     | El Porvenir          | Defensores de Belgrano | 20 de mayo |          |
| Libre: Sportivo Dock Sud |           |                      |                        |            |          |

| Fecha 13             | Fecha 13  | Fecha 13               | Fecha 13             | Fecha 13   | Fecha 13 |
| Local                | Resultado | Visitante              | Estadio              | Fecha      |          |
| -------------------- | --------- | ---------------------- | -------------------- | ---------- | -------- |
| Almagro              | 1 - 2     | Defensores de Belgrano | Almagro              | 27 de mayo |          |
| Deportivo Morón      | 4 - 1     | Temperley              | Deportivo Morón      | 27 de mayo |          |
| Argentino de Quilmes | 2 - 1     | Central Córdoba (R)    | Argentino de Quilmes | 27 de mayo |          |
| Sportivo Dock Sud    | 2 - 1     | Estudiantes (BA)       | Sportivo Dock Sud    | 27 de mayo |          |
| Almirante Brown      | 0 - 0     | Nueva Chicago          | Deportivo Morón      | 7 de junio |          |
| Libre: El Porvenir   |           |                        |                      |            |          |

| Fecha 14                | Fecha 14  | Fecha 14             | Fecha 14               | Fecha 14   | Fecha 14 |
| Local                   | Resultado | Visitante            | Estadio                | Fecha      |          |
| ----------------------- | --------- | -------------------- | ---------------------- | ---------- | -------- |
| Nueva Chicago           | 3 - 2     | Sportivo Dock Sud    | Nueva Chicago          | 3 de junio |          |
| Central Córdoba (R)     | 3 - 2     | Almirante Brown      | Central Córdoba (R)    | 3 de junio |          |
| Temperley               | 2 - 2     | Argentino de Quilmes | Temperley              | 3 de junio |          |
| Defensores de Belgrano  | 3 - 1     | Deportivo Morón      | Defensores de Belgrano | 3 de junio |          |
| El Porvenir             | 0 - 1     | Almagro              | El Porvenir            | 3 de junio |          |
| Libre: Estudiantes (BA) |           |                      |                        |            |          |

| Fecha 15             | Fecha 15  | Fecha 15               | Fecha 15             | Fecha 15    | Fecha 15 |
| Local                | Resultado | Visitante              | Estadio              | Fecha       |          |
| -------------------- | --------- | ---------------------- | -------------------- | ----------- | -------- |
| Deportivo Morón      | 2 - 0     | El Porvenir            | Deportivo Morón      | 10 de junio |          |
| Argentino de Quilmes | 1 - 1     | Defensores de Belgrano | Argentino de Quilmes | 10 de junio |          |
| Almirante Brown      | 2 - 1     | Temperley              | Nueva Chicago        | 10 de junio |          |
| Sportivo Dock Sud    | 0 - 1     | Central Córdoba (R)    | Sportivo Dock Sud    | 10 de junio |          |
| Estudiantes (BA)     | 0 - 0     | Nueva Chicago          | Estudiantes (BA)     | 10 de junio |          |
| Libre: Almagro       |           |                        |                      |             |          |

| Fecha 16               | Fecha 16  | Fecha 16             | Fecha 16               | Fecha 16    | Fecha 16 |
| Local                  | Resultado | Visitante            | Estadio                | Fecha       |          |
| ---------------------- | --------- | -------------------- | ---------------------- | ----------- | -------- |
| Central Córdoba (R)    | 1 - 2     | Estudiantes (BA)     | Central Córdoba (R)    | 17 de junio |          |
| Temperley              | 2 - 2     | Sportivo Dock Sud    | Temperley              | 17 de junio |          |
| Defensores de Belgrano | 2 - 0     | Almirante Brown      | Defensores de Belgrano | 17 de junio |          |
| El Porvenir            | 0 - 0     | Argentino de Quilmes | El Porvenir            | 17 de junio |          |
| Almagro                | 2 - 2     | Deportivo Morón      | Almagro                | 17 de junio |          |
| Libre: Nueva Chicago   |           |                      |                        |             |          |

| Fecha 17               | Fecha 17  | Fecha 17               | Fecha 17             | Fecha 17    | Fecha 17 |
| Local                  | Resultado | Visitante              | Estadio              | Fecha       |          |
| ---------------------- | --------- | ---------------------- | -------------------- | ----------- | -------- |
| Argentino de Quilmes   | 0 - 1     | Almagro                | Argentino de Quilmes | 24 de junio |          |
| Almirante Brown        | 1 - 1     | El Porvenir            | Los Andes            | 24 de junio |          |
| Sportivo Dock Sud      | 1 - 2     | Defensores de Belgrano | Sportivo Dock Sud    | 24 de junio |          |
| Estudiantes (BA)       | 2 - 1     | Temperley              | Estudiantes (BA)     | 24 de junio |          |
| Nueva Chicago          | 1 - 0     | Central Córdoba (R)    | Nueva Chicago        | 24 de junio |          |
| Libre: Deportivo Morón |           |                        |                      |             |          |

| Fecha 18                   | Fecha 18  | Fecha 18             | Fecha 18               | Fecha 18   | Fecha 18 |
| Local                      | Resultado | Visitante            | Estadio                | Fecha      |          |
| -------------------------- | --------- | -------------------- | ---------------------- | ---------- | -------- |
| Temperley                  | 2 - 1     | Nueva Chicago        | Temperley              | 1 de julio |          |
| Defensores de Belgrano     | 1 - 0     | Estudiantes (BA)     | Defensores de Belgrano | 1 de julio |          |
| El Porvenir                | 3 - 1     | Sportivo Dock Sud    | El Porvenir            | 1 de julio |          |
| Almagro                    | 6 - 3     | Almirante Brown      | Almagro                | 1 de julio |          |
| Deportivo Morón            | 5 - 0     | Argentino de Quilmes | Deportivo Morón        | 1 de julio |          |
| Libre: Central Córdoba (R) |           |                      |                        |            |          |

| Fecha 19                    | Fecha 19  | Fecha 19               | Fecha 19            | Fecha 19   | Fecha 19 |
| Local                       | Resultado | Visitante              | Estadio             | Fecha      |          |
| --------------------------- | --------- | ---------------------- | ------------------- | ---------- | -------- |
| Almirante Brown             | 1 - 1     | Deportivo Morón        | Tigre               | 9 de julio |          |
| Sportivo Dock Sud           | 0 - 2     | Almagro                | Sportivo Dock Sud   | 9 de julio |          |
| Estudiantes (BA)            | 3 - 1     | El Porvenir            | Estudiantes (BA)    | 9 de julio |          |
| Nueva Chicago               | 2 - 1     | Defensores de Belgrano | Nueva Chicago       | 9 de julio |          |
| Central Córdoba (R)         | 1 - 1     | Temperley              | Central Córdoba (R) | 9 de julio |          |
| Libre: Argentino de Quilmes |           |                        |                     |            |          |

| Fecha 20               | Fecha 20  | Fecha 20            | Fecha 20               | Fecha 20    | Fecha 20 |
| Local                  | Resultado | Visitante           | Estadio                | Fecha       |          |
| ---------------------- | --------- | ------------------- | ---------------------- | ----------- | -------- |
| Defensores de Belgrano | 2 - 0     | Central Córdoba (R) | Defensores de Belgrano | 15 de julio |          |
| El Porvenir            | 1 - 1     | Nueva Chicago       | El Porvenir            | 15 de julio |          |
| Almagro                | 1 - 0     | Estudiantes (BA)    | Almagro                | 15 de julio |          |
| Deportivo Morón        | 0 - 1     | Sportivo Dock Sud   | Deportivo Morón        | 15 de julio |          |
| Argentino de Quilmes   | 0 - 2     | Almirante Brown     | Argentino de Quilmes   | 15 de julio |          |
| Libre: Temperley       |           |                     |                        |             |          |

| Fecha 21               | Fecha 21  | Fecha 21               | Fecha 21            | Fecha 21    | Fecha 21 |
| Local                  | Resultado | Visitante              | Estadio             | Fecha       |          |
| ---------------------- | --------- | ---------------------- | ------------------- | ----------- | -------- |
| Sportivo Dock Sud      | 5 - 2     | Argentino de Quilmes   | Sportivo Dock Sud   | 22 de julio |          |
| Estudiantes (BA)       | 1 - 1     | Deportivo Morón        | Huracán             | 22 de julio |          |
| Nueva Chicago          | 2 - 1     | Almagro                | Nueva Chicago       | 22 de julio |          |
| Central Córdoba (R)    | 4 - 0     | El Porvenir            | Central Córdoba (R) | 22 de julio |          |
| Temperley              | 1 - 2     | Defensores de Belgrano | Temperley           | 22 de julio |          |
| Libre: Almirante Brown |           |                        |                     |             |          |

| Fecha 22                      | Fecha 22  | Fecha 22            | Fecha 22             | Fecha 22    | Fecha 22 |
| Local                         | Resultado | Visitante           | Estadio              | Fecha       |          |
| ----------------------------- | --------- | ------------------- | -------------------- | ----------- | -------- |
| Almagro                       | 3 - 0     | Central Córdoba (R) | Almagro              | 29 de julio |          |
| Deportivo Morón               | 1 - 1     | Nueva Chicago       | Deportivo Morón      | 29 de julio |          |
| Argentino de Quilmes          | 4 - 2     | Estudiantes (BA)    | Argentino de Quilmes | 29 de julio |          |
| Almirante Brown               | 0 - 0     | Sportivo Dock Sud   | Nueva Chicago        | 29 de julio |          |
| El Porvenir                   | 1 - 2     | Temperley           | El Porvenir          | 5 de agosto |          |
| Libre: Defensores de Belgrano |           |                     |                      |             |          |

### Final
La disputaron Tigre, ganador de la Zona A, y Defensores de Belgrano, ganador de la Zona B. El encuentro solo otorgó título de campeón, pero no ascenso.
|                                              | Resultado |                        | Estadio                  | Fecha       |
| -------------------------------------------- | --------- | ---------------------- | ------------------------ | ----------- |
| Tigre                                        | 0 - 2     | Defensores de Belgrano | Manuela Pedraza y Cramer | 29 de julio |
| Defensores de Belgrano obtuvo el campeonato. |           |                        |                          |             |

## Torneo de reclasificación de Primera División

### Tabla de posiciones final
| Pos. | Equipo                 | Pts. | PJ | PG | PE | PP | GF | GC | Dif. |
| ---- | ---------------------- | ---- | -- | -- | -- | -- | -- | -- | ---- |
| 1.º  | Newell’s Old Boys      | 23   | 18 | 8  | 7  | 3  | 20 | 12 | 8    |
| 2.º  | Atlanta                | 22   | 18 | 9  | 4  | 5  | 27 | 14 | 13   |
| 3.º  | Tigre                  | 20   | 18 | 6  | 8  | 4  | 15 | 12 | 3    |
| 4.º  | Los Andes              | 19   | 18 | 6  | 7  | 5  | 20 | 16 | 4    |
| 5.º  | Chacarita Juniors      | 19   | 18 | 6  | 7  | 5  | 18 | 16 | 2    |
| 6.º  | Argentinos Juniors     | 18   | 18 | 7  | 4  | 7  | 21 | 24 | −3   |
| 7.º  | Unión                  | 17   | 18 | 6  | 5  | 7  | 17 | 20 | −3   |
| 8.º  | Almagro                | 17   | 18 | 5  | 7  | 6  | 20 | 24 | −4   |
| 9.º  | Deportivo Español      | 15   | 18 | 5  | 5  | 8  | 15 | 21 | −6   |
| 10.º | Defensores de Belgrano | 10   | 18 | 3  | 4  | 11 | 9  | 23 | −14  |

|  | Permaneció en la Primera División. |
|  | Ascendió a la Primera División.    |
|  | Permaneció en la Segunda División. |
|  | Descendió a la Segunda División.   |

## Torneo Promocional de Primera B

### Tabla de posiciones final
| Pos. | Equipo               | Pts. | PJ | PG | PE | PP | GF | GC | Dif. |
| ---- | -------------------- | ---- | -- | -- | -- | -- | -- | -- | ---- |
| 1.º  | Deportivo Italiano   | 29   | 20 | 13 | 3  | 4  | 39 | 27 | 12   |
| 2.º  | Sarmiento            | 26   | 20 | 9  | 8  | 3  | 34 | 25 | 9    |
| 3.º  | Almirante Brown      | 24   | 20 | 9  | 6  | 5  | 29 | 24 | 5    |
| 4.º  | Arsenal FC           | 20   | 20 | 8  | 4  | 8  | 33 | 30 | 3    |
| 5.º  | Dock Sud             | 20   | 20 | 6  | 8  | 6  | 27 | 26 | 1    |
| 6.º  | Excursionistas       | 19   | 20 | 6  | 7  | 7  | 45 | 43 | 2    |
| 7.º  | Temperley            | 18   | 20 | 8  | 2  | 10 | 29 | 27 | 2    |
| 8.º  | Villa Dálmine        | 18   | 20 | 5  | 8  | 7  | 30 | 29 | 1    |
| 9.º  | Estudiantes          | 17   | 20 | 5  | 7  | 8  | 20 | 28 | −8   |
| 10.º | Deportivo Morón      | 17   | 20 | 7  | 3  | 10 | 31 | 45 | −14  |
| 11.º | Argentino de Quilmes | 12   | 20 | 4  | 4  | 12 | 27 | 40 | −13  |

|  | Ganador. |

## Resultados
El Torneo Promocional se dispuso que se jugara en estadios neutrales.
Primera Rueda
| Fecha 1          | Fecha 1   | Fecha 1              | Fecha 1   | Fecha 1      | Fecha 1 |
|                  | Resultado |                      | Estadio   | Fecha        |         |
| ---------------- | --------- | -------------------- | --------- | ------------ | ------- |
| Deportivo Morón  | 2 - 0     | Sportivo Dock Sud    | Almagro   | 13 de agosto |         |
| Excursionistas   | 1 - 2     | Argentino de Quilmes | Tigre     | 13 de agosto |         |
| Temperley        | 1 - 2     | Deportivo Italiano   | Los Andes | 13 de agosto |         |
| Arsenal          | 0 - 0     | Estudiantes (BA)     | ACIR      | 13 de agosto |         |
| Villa Dálmine    | 1 - 3     | Almirante Brown      | Atlanta   | 13 de agosto |         |
| Libre: Sarmiento |           |                      |           |              |         |

| Fecha 2              | Fecha 2   | Fecha 2         | Fecha 2                | Fecha 2      | Fecha 2 |
|                      | Resultado |                 | Estadio                | Fecha        |         |
| -------------------- | --------- | --------------- | ---------------------- | ------------ | ------- |
| Almirante Brown      | 0 - 2     | Arsenal         | Chacarita Juniors      | 20 de agosto |         |
| Estudiantes (BA)     | 0 - 0     | Temperley       | Argentinos Juniors     | 20 de agosto |         |
| Deportivo Italiano   | 2 - 7     | Excursionistas  | Defensores de Belgrano | 20 de agosto |         |
| Argentino de Quilmes | 3 - 0     | Deportivo Morón | Argentino de Quilmes   | 20 de agosto |         |
| Sportivo Dock Sud    | 1 - 1     | Sarmiento       | Los Andes              | 20 de agosto |         |
| Libre: Villa Dálmine |           |                 |                        |              |         |

| Fecha 3                  | Fecha 3   | Fecha 3              | Fecha 3         | Fecha 3         | Fecha 3 |
|                          | Resultado |                      | Estadio         | Fecha           |         |
| ------------------------ | --------- | -------------------- | --------------- | --------------- | ------- |
| Sarmiento                | 2 - 1     | Argentino de Quilmes | Almagro         | 3 de septiembre |         |
| Deportivo Morón          | 2 - 4     | Deportivo Italiano   | Deportivo Morón | 3 de septiembre |         |
| Excursionistas           | 2 - 1     | Estudiantes (BA)     | Tigre           | 3 de septiembre |         |
| Temperley                | 1 - 2     | Almirante Brown      | Los Andes       | 3 de septiembre |         |
| Arsenal                  | 3 - 1     | Villa Dálmine        | San Lorenzo     | 3 de septiembre |         |
| Libre: Sportivo Dock Sud |           |                      |                 |                 |         |

| Fecha 4              | Fecha 4   | Fecha 4           | Fecha 4                | Fecha 4          | Fecha 4 |
|                      | Resultado |                   | Estadio                | Fecha            |         |
| -------------------- | --------- | ----------------- | ---------------------- | ---------------- | ------- |
| Villa Dálmine        | 0 - 0     | Temperley         | Tigre                  | 10 de septiembre |         |
| Almirante Brown      | 1 - 1     | Excursionistas    | Atlanta                | 10 de septiembre |         |
| Estudiantes (BA)     | 3 - 3     | Deportivo Morón   | Almagro                | 10 de septiembre |         |
| Deportivo Italiano   | 1 - 1     | Sarmiento         | Defensores de Belgrano | 10 de septiembre |         |
| Argentino de Quilmes | 2 - 2     | Sportivo Dock Sud | Temperley              | 10 de septiembre |         |
| Libre: Arsenal       |           |                   |                        |                  |         |

| Fecha 5                     | Fecha 5   | Fecha 5            | Fecha 5           | Fecha 5          | Fecha 5 |
|                             | Resultado |                    | Estadio           | Fecha            |         |
| --------------------------- | --------- | ------------------ | ----------------- | ---------------- | ------- |
| Sportivo Dock Sud           | 0 - 0     | Deportivo Italiano | Boca Juniors      | 17 de septiembre |         |
| Sarmiento                   | 2 - 0     | Estudiantes (BA)   | Chacarita Juniors | 17 de septiembre |         |
| Deportivo Morón             | 1 - 0     | Almirante Brown    | Tigre             | 17 de septiembre |         |
| Excursionistas              | 1 - 4     | Villa Dálmine      | Atlanta           | 17 de septiembre |         |
| Temperley                   | 2 - 1     | Arsenal            | Temperley         | 17 de septiembre |         |
| Libre: Argentino de Quilmes |           |                    |                   |                  |         |

| Fecha 6            | Fecha 6   | Fecha 6              | Fecha 6                | Fecha 6          | Fecha 6 |
|                    | Resultado |                      | Estadio                | Fecha            |         |
| ------------------ | --------- | -------------------- | ---------------------- | ---------------- | ------- |
| Arsenal            | 2 - 4     | Excursionistas       | Arsenal                | 24 de septiembre |         |
| Villa Dálmine      | 1 - 3     | Deportivo Morón      | Atlanta                | 24 de septiembre |         |
| Almirante Brown    | 2 - 2     | Sarmiento            | Los Andes              | 24 de septiembre |         |
| Estudiantes (BA)   | 1 - 2     | Sportivo Dock Sud    | Almagro                | 24 de septiembre |         |
| Deportivo Italiano | 2 - 0     | Argentino de Quilmes | Defensores de Belgrano | 24 de septiembre |         |
| Libre: Temperley   |           |                      |                        |                  |         |

| Fecha 7                   | Fecha 7   | Fecha 7          | Fecha 7            | Fecha 7      | Fecha 7 |
|                           | Resultado |                  | Estadio            | Fecha        |         |
| ------------------------- | --------- | ---------------- | ------------------ | ------------ | ------- |
| Argentino de Quilmes      | 2 - 2     | Estudiantes (BA) | Argentinos Juniors | 8 de octubre |         |
| Sportivo Dock Sud         | 1 - 1     | Almirante Brown  | Boca Juniors       | 8 de octubre |         |
| Sarmiento                 | 2 - 2     | Villa Dálmine    | Sarmiento          | 8 de octubre |         |
| Deportivo Morón           | 1 - 4     | Arsenal          | Chacarita Juniors  | 8 de octubre |         |
| Excursionistas            | 3 - 5     | Temperley        | Tigre              | 8 de octubre |         |
| Libre: Deportivo Italiano |           |                  |                    |              |         |

| Fecha 8               | Fecha 8   | Fecha 8              | Fecha 8                | Fecha 8       | Fecha 8 |
|                       | Resultado |                      | Estadio                | Fecha         |         |
| --------------------- | --------- | -------------------- | ---------------------- | ------------- | ------- |
| Temperley             | 1 - 2     | Deportivo Morón      | Temperley              | 15 de octubre |         |
| Arsenal               | 1 - 1     | Sarmiento            | Boca Juniors           | 15 de octubre |         |
| Villa Dálmine         | 2 - 2     | Sportivo Dock Sud    | Defensores de Belgrano | 15 de octubre |         |
| Almirante Brown       | 1 - 0     | Argentino de Quilmes | Atlanta                | 15 de octubre |         |
| Estudiantes (BA)      | 1 - 0     | Deportivo Italiano   | Almagro                | 15 de octubre |         |
| Libre: Excursionistas |           |                      |                        |               |         |

| Fecha 9                 | Fecha 9   | Fecha 9         | Fecha 9                | Fecha 9       | Fecha 9 |
|                         | Resultado |                 | Estadio                | Fecha         |         |
| ----------------------- | --------- | --------------- | ---------------------- | ------------- | ------- |
| Deportivo Italiano      | 2 - 1     | Almirante Brown | Defensores de Belgrano | 22 de octubre |         |
| Argentino de Quilmes    | 1 - 1     | Villa Dálmine   | Chacarita Juniors      | 22 de octubre |         |
| Sportivo Dock Sud       | 1 - 1     | Arsenal         | San Telmo              | 22 de octubre |         |
| Sarmiento               | 3 - 1     | Temperley       | Tigre                  | 22 de octubre |         |
| Deportivo Morón         | 2 - 2     | Excursionistas  | Argentinos Juniors     | 22 de octubre |         |
| Libre: Estudiantes (BA) |           |                 |                        |               |         |

| Fecha 10               | Fecha 10  | Fecha 10             | Fecha 10               | Fecha 10      | Fecha 10 |
|                        | Resultado |                      | Estadio                | Fecha         |          |
| ---------------------- | --------- | -------------------- | ---------------------- | ------------- | -------- |
| Excursionistas         | 3 - 4     | Sarmiento            | Defensores de Belgrano | 29 de octubre |          |
| Temperley              | 0 - 1     | Sportivo Dock Sud    | Chacarita Juniors      | 29 de octubre |          |
| Arsenal                | 5 - 2     | Argentino de Quilmes | Argentinos Juniors     | 29 de octubre |          |
| Villa Dálmine          | 1 - 2     | Deportivo Italiano   | Villa Dálmine          | 29 de octubre |          |
| Almirante Brown        | 1 - 1     | Estudiantes (BA)     | Almagro                | 29 de octubre |          |
| Libre: Deportivo Morón |           |                      |                        |               |          |

| Fecha 11               | Fecha 11  | Fecha 11        | Fecha 11             | Fecha 11       | Fecha 11 |
|                        | Resultado |                 | Estadio              | Fecha          |          |
| ---------------------- | --------- | --------------- | -------------------- | -------------- | -------- |
| Estudiantes (BA)       | 1 - 0     | Villa Dálmine   | Almagro              | 4 de noviembre |          |
| Argentino de Quilmes   | 1 - 0     | Temperley       | Argentino de Quilmes | 4 de noviembre |          |
| Sportivo Dock Sud      | 2 - 3     | Excursionistas  | Boca Juniors         | 4 de noviembre |          |
| Sarmiento              | 1 - 0     | Deportivo Morón | Tigre                | 4 de noviembre |          |
| Deportivo Italiano     | 2 - 1     | Arsenal         | Atlanta              | 5 de noviembre |          |
| Libre: Almirante Brown |           |                 |                      |                |          |

Segunda Rueda
| Fecha 12             | Fecha 12  | Fecha 12        | Fecha 12               | Fecha 12        | Fecha 12 |
|                      | Resultado |                 | Estadio                | Fecha           |          |
| -------------------- | --------- | --------------- | ---------------------- | --------------- | -------- |
| Argentino de Quilmes | 3 - 3     | Excursionistas  | Arsenal                | 8 de noviembre  |          |
| Deportivo Italiano   | 1 - 0     | Temperley       | Defensores de Belgrano | 8 de noviembre  |          |
| Estudiantes (BA)     | 1 - 0     | Arsenal         | Argentinos Juniors     | 8 de noviembre  |          |
| Almirante Brown      | 1 - 3     | Villa Dálmine   | Chacarita Juniors      | 8 de noviembre  |          |
| Sportivo Dock Sud    | 2 - 3     | Deportivo Morón | Arsenal                | 11 de noviembre |          |
| Libre: Sarmiento     |           |                 |                        |                 |          |

| Fecha 13             | Fecha 13  | Fecha 13             | Fecha 13          | Fecha 13        | Fecha 13 |
|                      | Resultado |                      | Estadio           | Fecha           |          |
| -------------------- | --------- | -------------------- | ----------------- | --------------- | -------- |
| Arsenal              | 1 - 1     | Almirante Brown      | Boca Juniors      | 19 de noviembre |          |
| Temperley            | 3 - 0     | Estudiantes (BA)     | Atlanta           | 19 de noviembre |          |
| Excursionistas       | 1 - 2     | Deportivo Italiano   | Excursionistas    | 19 de noviembre |          |
| Deportivo Morón      | 1 - 0     | Argentino de Quilmes | Chacarita Juniors | 19 de noviembre |          |
| Sarmiento            | 1 - 1     | Sportivo Dock Sud    | Tigre             | 19 de noviembre |          |
| Libre: Villa Dálmine |           |                      |                   |                 |          |

| Fecha 14                 | Fecha 14  | Fecha 14        | Fecha 14               | Fecha 14        | Fecha 14 |
|                          | Resultado |                 | Estadio                | Fecha           |          |
| ------------------------ | --------- | --------------- | ---------------------- | --------------- | -------- |
| Argentino de Quilmes     | 2 - 3     | Sarmiento       | Defensores de Belgrano | 26 de noviembre |          |
| Deportivo Italiano       | 4 - 1     | Deportivo Morón | Ferro Carril Oeste     | 26 de noviembre |          |
| Estudiantes (BA)         | 1 - 3     | Excursionistas  | Argentinos Juniors     | 26 de noviembre |          |
| Almirante Brown          | 1 - 0     | Temperley       | Los Andes              | 26 de noviembre |          |
| Villa Dálmine            | 1 - 3     | Arsenal         | Almagro                | 26 de noviembre |          |
| Libre: Sportivo Dock Sud |           |                 |                        |                 |          |

| Fecha 15          | Fecha 15  | Fecha 15             | Fecha 15           | Fecha 15       | Fecha 15 |
|                   | Resultado |                      | Estadio            | Fecha          |          |
| ----------------- | --------- | -------------------- | ------------------ | -------------- | -------- |
| Temperley         | 1 - 2     | Villa Dálmine        | Tigre              | 3 de diciembre |          |
| Excursionistas    | 1 - 1     | Almirante Brown      | Argentinos Juniors | 3 de diciembre |          |
| Deportivo Morón   | 0 - 1     | Estudiantes (BA)     | Chacarita Juniors  | 3 de diciembre |          |
| Sarmiento         | 2 - 1     | Deportivo Italiano   | Deportivo Morón    | 3 de diciembre |          |
| Sportivo Dock Sud | 0 - 1     | Argentino de Quilmes | Boca Juniors       | 3 de diciembre |          |
| Libre: Arsenal    |           |                      |                    |                |          |

| Fecha 16                    | Fecha 16  | Fecha 16          | Fecha 16               | Fecha 16        | Fecha 16 |
|                             | Resultado |                   | Estadio                | Fecha           |          |
| --------------------------- | --------- | ----------------- | ---------------------- | --------------- | -------- |
| Deportivo Italiano          | 0 - 1     | Sportivo Dock Sud | Ferro Carril Oeste     | 10 de diciembre |          |
| Estudiantes (BA)            | 0 - 0     | Sarmiento         | Almagro                | 10 de diciembre |          |
| Almirante Brown             | 1 - 0     | Deportivo Morón   | Atlanta                | 10 de diciembre |          |
| Villa Dálmine               | 1 - 1     | Excursionistas    | Defensores de Belgrano | 10 de diciembre |          |
| Arsenal                     | 0 - 1     | Temperley         | Los Andes              | 10 de diciembre |          |
| Libre: Argentino de Quilmes |           |                   |                        |                 |          |

| Fecha 17             | Fecha 17  | Fecha 17           | Fecha 17           | Fecha 17        | Fecha 17 |
|                      | Resultado |                    | Estadio            | Fecha           |          |
| -------------------- | --------- | ------------------ | ------------------ | --------------- | -------- |
| Excursionistas       | 2 - 3     | Arsenal            | Excursionistas     | 17 de diciembre |          |
| Deportivo Morón      | 1 - 4     | Villa Dálmine      | Tigre              | 17 de diciembre |          |
| Sarmiento            | 1 - 2     | Almirante Brown    | Nueva Chicago      | 17 de diciembre |          |
| Sportivo Dock Sud    | 2 - 1     | Estudiantes (BA)   | Argentinos Juniors | 17 de diciembre |          |
| Argentino de Quilmes | 0 - 3     | Deportivo Italiano | Chacarita Juniors  | 17 de diciembre |          |
| Libre: Temperley     |           |                    |                    |                 |          |

| Fecha 18                  | Fecha 18  | Fecha 18             | Fecha 18      | Fecha 18        | Fecha 18 |
|                           | Resultado |                      | Estadio       | Fecha           |          |
| ------------------------- | --------- | -------------------- | ------------- | --------------- | -------- |
| Estudiantes (BA)          | 2 - 1     | Argentino de Quilmes | Liniers       | 20 de diciembre |          |
| Almirante Brown           | 2 - 0     | Sportivo Dock Sud    | Nueva Chicago | 20 de diciembre |          |
| Villa Dálmine             | 0 - 1     | Sarmiento            | Villa Dálmine | 20 de diciembre |          |
| Arsenal                   | 4 - 1     | Deportivo Morón      | Arsenal       | 20 de diciembre |          |
| Temperley                 | 1 - 0     | Excursionistas       | Temperley     | 20 de diciembre |          |
| Libre: Deportivo Italiano |           |                      |               |                 |          |

| Fecha 19              | Fecha 19  | Fecha 19         | Fecha 19               | Fecha 19        | Fecha 19 |
|                       | Resultado |                  | Estadio                | Fecha           |          |
| --------------------- | --------- | ---------------- | ---------------------- | --------------- | -------- |
| Deportivo Morón       | 2 - 5     | Temperley        | Los Andes              | 23 de diciembre |          |
| Sarmiento             | 3 - 1     | Arsenal          | Almagro                | 23 de diciembre |          |
| Sportivo Dock Sud     | 1 - 1     | Villa Dálmine    | Defensores de Belgrano | 23 de diciembre |          |
| Argentino de Quilmes  | 4 - 5     | Almirante Brown  | Boca Juniors           | 23 de diciembre |          |
| Deportivo Italiano    | 4 - 3     | Estudiantes (BA) | Atlanta                | 23 de diciembre |          |
| Libre: Excursionistas |           |                  |                        |                 |          |

| Fecha 20                | Fecha 20  | Fecha 20             | Fecha 20       | Fecha 20        | Fecha 20 |
|                         | Resultado |                      | Estadio        | Fecha           |          |
| ----------------------- | --------- | -------------------- | -------------- | --------------- | -------- |
| Almirante Brown         | 1 - 2     | Deportivo Italiano   | Nueva Chicago  | 27 de diciembre |          |
| Villa Dálmine           | 2 - 0     | Argentino de Quilmes | Almagro        | 27 de diciembre |          |
| Arsenal                 | 0 - 3     | Sportivo Dock Sud    | Arsenal        | 27 de diciembre |          |
| Temperley               | 3 - 2     | Sarmiento            | Temperley      | 27 de diciembre |          |
| Excursionistas          | 3 - 3     | Deportivo Morón      | Excursionistas | 27 de diciembre |          |
| Libre: Estudiantes (BA) |           |                      |                |                 |          |

| Fecha 21               | Fecha 21  | Fecha 21        | Fecha 21             | Fecha 21        | Fecha 21 |
|                        | Resultado |                 | Estadio              | Fecha           |          |
| ---------------------- | --------- | --------------- | -------------------- | --------------- | -------- |
| Sarmiento              | 0 - 0     | Excursionistas  | Sarmiento            | 13 de diciembre |          |
| Sportivo Dock Sud      | 2 - 0     | Temperley       | Talleres (RdE)       | 13 de diciembre |          |
| Argentino de Quilmes   | 0 - 1     | Arsenal         | Argentino de Quilmes | 13 de diciembre |          |
| Deportivo Italiano     | 2 - 2     | Villa Dálmine   | Nueva Chicago        | 13 de diciembre |          |
| Estudiantes (BA)       | 0 - 2     | Almirante Brown | Liniers              | 13 de diciembre |          |
| Libre: Deportivo Morón |           |                 |                      |                 |          |

| Fecha 22               | Fecha 22  | Fecha 22             | Fecha 22               | Fecha 22        | Fecha 22 |
|                        | Resultado |                      | Estadio                | Fecha           |          |
| ---------------------- | --------- | -------------------- | ---------------------- | --------------- | -------- |
| Villa Dálmine          | 1 - 1     | Estudiantes (BA)     | Defensores de Belgrano | 30 de diciembre |          |
| Arsenal                | 1 - 3     | Deportivo Italiano   | Arsenal                | 30 de diciembre |          |
| Temperley              | 4 - 2     | Argentino de Quilmes | Temperley              | 30 de diciembre |          |
| Excursionistas         | 4 - 3     | Sportivo Dock Sud    | Excursionistas         | 30 de diciembre |          |
| Deportivo Morón        | 3 - 2     | Sarmiento            | Deportivo Morón        | 30 de diciembre |          |
| Libre: Almirante Brown |           |                      |                        |                 |          |

| 1. |

## Torneo de reclasificación de Primera B

### Tabla de posiciones final
| Pos. | Equipo               | Pts. | PJ | PG | PE | PP | GF | GC | Dif. |
| ---- | -------------------- | ---- | -- | -- | -- | -- | -- | -- | ---- |
| 1.º  | All Boys             | 24   | 18 | 8  | 8  | 2  | 31 | 14 | 17   |
| 2.º  | Comunicaciones       | 23   | 18 | 10 | 3  | 5  | 36 | 19 | 17   |
| 3.º  | Liniers              | 23   | 18 | 8  | 7  | 3  | 30 | 15 | 15   |
| 4.º  | San Telmo            | 23   | 18 | 7  | 9  | 2  | 32 | 18 | 14   |
| 5.º  | Nueva Chicago        | 22   | 18 | 9  | 4  | 5  | 39 | 21 | 18   |
| 6.º  | Talleres (RE)        | 22   | 18 | 9  | 4  | 5  | 30 | 19 | 11   |
| 7.º  | Central Córdoba (R)  | 17   | 18 | 4  | 9  | 5  | 25 | 25 | 0    |
| 8.º  | Flandria             | 12   | 18 | 4  | 4  | 10 | 24 | 44 | −20  |
| 9.º  | El Porvenir          | 10   | 18 | 1  | 8  | 9  | 10 | 40 | −30  |
| 10.º | Arsenal de Llavallol | 4    | 18 | 1  | 2  | 15 | 16 | 58 | −42  |

|  | Permaneció en la Primera B |
|  | Permaneció en la Primera C |
|  | Ascendió a la Primera B    |
|  | Descendió a la Primera C   |

| 1. |

## Resultados
Primera Rueda
| Fecha 1              | Fecha 1   | Fecha 1       | Fecha 1              | Fecha 1      | Fecha 1 |
| Local                | Resultado | Visitante     | Estadio              | Fecha        |         |
| -------------------- | --------- | ------------- | -------------------- | ------------ | ------- |
| Comunicaciones       | 2 - 0     | Talleres (RE) | Comunicaciones       | 12 de agosto |         |
| Arsenal de Llavallol | 2 - 4     | Liniers       | Arsenal de Llavallol | 12 de agosto |         |
| All Boys             | 2 - 1     | Nueva Chicago | All Boys             | 12 de agosto |         |
| Central Córdoba (R)  | 1 - 1     | El Porvenir   | Central Córdoba (R)  | 12 de agosto |         |
| Flandria             | 0 - 2     | San Telmo     | Carlos V             | 13 de agosto |         |

| Fecha 2             | Fecha 2   | Fecha 2              | Fecha 2             | Fecha 2      | Fecha 2 |
| Local               | Resultado | Visitante            | Estadio             | Fecha        |         |
| ------------------- | --------- | -------------------- | ------------------- | ------------ | ------- |
| Central Córdoba (R) | 1 - 0     | Comunicaciones       | Central Córdoba (R) | 19 de agosto |         |
| El Porvenir         | 1 - 2     | Flandria             | La Estancia         | 19 de agosto |         |
| San Telmo           | 0 - 0     | All Boys             | Isla Maciel         | 19 de agosto |         |
| Nueva Chicago       | 2 - 0     | Arsenal de Llavallol | Nueva Chicago       | 19 de agosto |         |
| Liniers             | 3 - 1     | Talleres (RE)        | Gaona y General Paz | 19 de agosto |         |

| Fecha 3              | Fecha 3   | Fecha 3             | Fecha 3          | Fecha 3         | Fecha 3 |
| Local                | Resultado | Visitante           | Estadio          | Fecha           |         |
| -------------------- | --------- | ------------------- | ---------------- | --------------- | ------- |
| Comunicaciones       | 0 - 0     | Liniers             | Comunicaciones   | 2 de septiembre |         |
| Talleres (RE)        | 0 - 1     | Nueva Chicago       | Timote y Castro  | 2 de septiembre |         |
| Arsenal de Llavallol | 2 - 4     | San Telmo           | Alfredo Beranger | 2 de septiembre |         |
| All Boys             | 0 - 1     | El Porvenir         | All Boys         | 2 de septiembre |         |
| Flandria             | 1 - 1     | Central Córdoba (R) | Carlos V         | 3 de septiembre |         |

| Fecha 4             | Fecha 4   | Fecha 4              | Fecha 4             | Fecha 4         | Fecha 4 |
| Local               | Resultado | Visitante            | Estadio             | Fecha           |         |
| ------------------- | --------- | -------------------- | ------------------- | --------------- | ------- |
| Flandria            | 3 - 1     | Comunicaciones       | Carlos V            | 9 de septiembre |         |
| Central Córdoba (R) | 0 - 0     | All Boys             | Central Córdoba (R) | 9 de septiembre |         |
| El Porvenir         | 1 - 1     | Arsenal de Llavallol | La Estancia         | 9 de septiembre |         |
| San Telmo           | 1 - 1     | Talleres (RE)        | Isla Maciel         | 9 de septiembre |         |
| Nueva Chicago       | 1 - 0     | Liniers              | Nueva Chicago       | 9 de septiembre |         |

| Fecha 5              | Fecha 5   | Fecha 5             | Fecha 5             | Fecha 5          | Fecha 5 |
| Local                | Resultado | Visitante           | Estadio             | Fecha            |         |
| -------------------- | --------- | ------------------- | ------------------- | ---------------- | ------- |
| Comunicaciones       | 5 - 1     | Nueva Chicago       | Comunicaciones      | 16 de septiembre |         |
| Liniers              | 1 - 1     | San Telmo           | Gaona y General Paz | 16 de septiembre |         |
| Talleres (RE)        | 2 - 1     | El Porvenir         | Timote y Castro     | 16 de septiembre |         |
| Arsenal de Llavallol | 1 - 4     | Central Córdoba (R) | Tres de Febrero     | 16 de septiembre |         |
| All Boys             | 3 - 1     | Flandria            | All Boys            | 16 de septiembre |         |

| Fecha 6             | Fecha 6   | Fecha 6              | Fecha 6             | Fecha 6          | Fecha 6 |
| Local               | Resultado | Visitante            | Estadio             | Fecha            |         |
| ------------------- | --------- | -------------------- | ------------------- | ---------------- | ------- |
| All Boys            | 1 - 1     | Comunicaciones       | All Boys            | 23 de septiembre |         |
| Central Córdoba (R) | 2 - 3     | Talleres (RE)        | Central Córdoba (R) | 23 de septiembre |         |
| El Porvenir         | 0 - 0     | Liniers              | La Estancia         | 23 de septiembre |         |
| San Telmo           | 0 - 1     | Nueva Chicago        | Isla Maciel         | 23 de septiembre |         |
| Flandria            | 3 - 0     | Arsenal de Llavallol | Carlos V            | 24 de septiembre |         |

| Fecha 7              | Fecha 7   | Fecha 7             | Fecha 7             | Fecha 7       | Fecha 7 |
| Local                | Resultado | Visitante           | Estadio             | Fecha         |         |
| -------------------- | --------- | ------------------- | ------------------- | ------------- | ------- |
| Comunicaciones       | 2 - 3     | San Telmo           | Comunicaciones      | 7 de octubre  |         |
| Nueva Chicago        | 1 - 1     | El Porvenir         | Nueva Chicago       | 7 de octubre  |         |
| Talleres (RE)        | 2 - 1     | Flandria            | Timote y Castro     | 7 de octubre  |         |
| Liniers              | 3 - 3     | Central Córdoba (R) | Gaona y General Paz | 21 de octubre |         |
| Arsenal de Llavallol | 1 - 3     | All Boys            | La Bombonera        | 21 de octubre |         |

| Fecha 8              | Fecha 8   | Fecha 8        | Fecha 8             | Fecha 8         | Fecha 8 |
| Local                | Resultado | Visitante      | Estadio             | Fecha           |         |
| -------------------- | --------- | -------------- | ------------------- | --------------- | ------- |
| All Boys             | 1 - 1     | Talleres (RE)  | All Boys            | 14 de octubre   |         |
| Central Córdoba (R)  | 3 - 3     | Nueva Chicago  | Central Córdoba (R) | 14 de octubre   |         |
| El Porvenir          | 1 - 1     | San Telmo      | La Estancia         | 21 de octubre   |         |
| Flandria             | 1 - 2     | Liniers        | Carlos V            | 1 de noviembre  |         |
| Arsenal de Llavallol | 1 - 4     | Comunicaciones | Concepción Arenal   | 15 de noviembre |         |

| Fecha 9        | Fecha 9   | Fecha 9              | Fecha 9             | Fecha 9       | Fecha 9 |
| Local          | Resultado | Visitante            | Estadio             | Fecha         |         |
| -------------- | --------- | -------------------- | ------------------- | ------------- | ------- |
| Comunicaciones | 3 - 0     | El Porvenir          | Comunicaciones      | 28 de octubre |         |
| San Telmo      | 1 - 1     | Central Córdoba (R)  | Isla Maciel         | 28 de octubre |         |
| Nueva Chicago  | 0 - 0     | Flandria             | Nueva Chicago       | 28 de octubre |         |
| Liniers        | 0 - 2     | All Boys             | Gaona y General Paz | 28 de octubre |         |
| Talleres (RE)  | 2 - 0     | Arsenal de Llavallol | Timote y Castro     | 28 de octubre |         |

Segunda Rueda
| Fecha 10      | Fecha 10  | Fecha 10             | Fecha 10            | Fecha 10       | Fecha 10 |
| Local         | Resultado | Visitante            | Estadio             | Fecha          |          |
| ------------- | --------- | -------------------- | ------------------- | -------------- | -------- |
| Talleres (RE) | 0 - 1     | Comunicaciones       | Timote y Castro     | 5 de noviembre |          |
| Liniers       | 3 - 1     | Arsenal de Llavallol | Gaona y General Paz | 5 de noviembre |          |
| Nueva Chicago | 0 - 2     | All Boys             | Nueva Chicago       | 5 de noviembre |          |
| San Telmo     | 2 - 2     | Flandria             | Isla Maciel         | 5 de noviembre |          |
| El Porvenir   | 0 - 0     | Central Córdoba (R)  | La Estancia         | 5 de noviembre |          |

| Fecha 11             | Fecha 11  | Fecha 11            | Fecha 11         | Fecha 11        | Fecha 11 |
| Local                | Resultado | Visitante           | Estadio          | Fecha           |          |
| -------------------- | --------- | ------------------- | ---------------- | --------------- | -------- |
| Comunicaciones       | 1 - 0     | Central Córdoba (R) | Comunicaciones   | 11 de noviembre |          |
| All Boys             | 2 - 2     | San Telmo           | All Boys         | 11 de noviembre |          |
| Arsenal de Llavallol | 1 - 4     | Nueva Chicago       | Francisco Urbano | 11 de noviembre |          |
| Talleres (RE)        | 2 - 1     | Liniers             | Timote y Castro  | 11 de noviembre |          |
| Flandria             | 4 - 1     | El Porvenir         | Carlos V         | 12 de noviembre |          |

| Fecha 12            | Fecha 12  | Fecha 12             | Fecha 12            | Fecha 12        | Fecha 12 |
| Local               | Resultado | Visitante            | Estadio             | Fecha           |          |
| ------------------- | --------- | -------------------- | ------------------- | --------------- | -------- |
| Liniers             | 1 - 0     | Comunicaciones       | Gaona y General Paz | 18 de noviembre |          |
| Nueva Chicago       | 3 - 2     | Talleres (RE)        | Nueva Chicago       | 18 de noviembre |          |
| San Telmo           | 2 - 0     | Arsenal de Llavallol | Isla Maciel         | 18 de noviembre |          |
| El Porvenir         | 1 - 1     | All Boys             | La Estancia         | 18 de noviembre |          |
| Central Córdoba (R) | 2 - 0     | Flandria             | Central Córdoba (R) | 18 de noviembre |          |

| Fecha 13             | Fecha 13  | Fecha 13            | Fecha 13            | Fecha 13        | Fecha 13 |
| Local                | Resultado | Visitante           | Estadio             | Fecha           |          |
| -------------------- | --------- | ------------------- | ------------------- | --------------- | -------- |
| Comunicaciones       | 3 - 1     | Flandria            | Comunicaciones      | 25 de noviembre |          |
| All Boys             | 2 - 1     | Central Córdoba (R) | All Boys            | 25 de noviembre |          |
| Arsenal de Llavallol | 0 - 0     | El Porvenir         | Ciudad de Lanús     | 25 de noviembre |          |
| Talleres (RE)        | 0 - 0     | San Telmo           | Timote y Castro     | 25 de noviembre |          |
| Liniers              | 1 - 0     | Nueva Chicago       | Gaona y General Paz | 25 de noviembre |          |

| Fecha 14            | Fecha 14  | Fecha 14             | Fecha 14      | Fecha 14       | Fecha 14 |
| Local               | Resultado | Visitante            | Estadio       | Fecha          |          |
| ------------------- | --------- | -------------------- | ------------- | -------------- | -------- |
| Nueva Chicago       | 1 - 2     | Comunicaciones       | Nueva Chicago | 2 de diciembre |          |
| San Telmo           | 0 - 0     | Liniers              | Isla Maciel   | 2 de diciembre |          |
| El Porvenir         | 0 - 2     | Talleres (RE)        | La Estancia   | 2 de diciembre |          |
| Central Córdoba (R) | 3 - 0     | Arsenal de Llavallol | Arroyito      | 2 de diciembre |          |
| Flandria            | 1 - 6     | All Boys             | Carlos V      | 2 de diciembre |          |

| Fecha 15             | Fecha 15  | Fecha 15            | Fecha 15             | Fecha 15       | Fecha 15 |
| Local                | Resultado | Visitante           | Estadio              | Fecha          |          |
| -------------------- | --------- | ------------------- | -------------------- | -------------- | -------- |
| Comunicaciones       | 1 - 1     | All Boys            | Comunicaciones       | 9 de diciembre |          |
| Arsenal de Llavallol | 4 - 3     | Flandria            | Arsenal de Llavallol | 9 de diciembre |          |
| Talleres (RE)        | 2 - 0     | Central Córdoba (R) | Timote y Castro      | 9 de diciembre |          |
| Liniers              | 4 - 0     | El Porvenir         | Gaona y General Paz  | 9 de diciembre |          |
| Nueva Chicago        | 2 - 1     | San Telmo           | Nueva Chicago        | 9 de diciembre |          |

| Fecha 16            | Fecha 16  | Fecha 16             | Fecha 16            | Fecha 16        | Fecha 16 |
| Local               | Resultado | Visitante            | Estadio             | Fecha           |          |
| ------------------- | --------- | -------------------- | ------------------- | --------------- | -------- |
| San Telmo           | 3 - 2     | Comunicaciones       | Isla Maciel         | 16 de diciembre |          |
| El Porvenir         | 0 - 10    | Nueva Chicago        | La Estancia         | 16 de diciembre |          |
| Central Córdoba (R) | 1 - 1     | Liniers              | Central Córdoba (R) | 16 de diciembre |          |
| Flandria            | 1 - 1     | Talleres (RE)        | Carlos V            | 16 de diciembre |          |
| All Boys            | 5 - 0     | Arsenal de Llavallol | All Boys            | 16 de diciembre |          |

| Fecha 17       | Fecha 17  | Fecha 17             | Fecha 17            | Fecha 17        | Fecha 17 |
| Local          | Resultado | Visitante            | Estadio             | Fecha           |          |
| -------------- | --------- | -------------------- | ------------------- | --------------- | -------- |
| Comunicaciones | 4 - 1     | Arsenal de Llavallol | Comunicaciones      | 23 de diciembre |          |
| Talleres (RE)  | 2 - 0     | All Boys             | Timote y Castro     | 23 de diciembre |          |
| Liniers        | 6 - 0     | Flandria             | Gaona y General Paz | 23 de diciembre |          |
| Nueva Chicago  | 1 - 1     | Central Córdoba (R)  | Nueva Chicago       | 23 de diciembre |          |
| San Telmo      | 4 - 0     | El Porvenir          | Isla Maciel         | 23 de diciembre |          |

| Fecha 18             | Fecha 18  | Fecha 18       | Fecha 18                      | Fecha 18        | Fecha 18 |
| Local                | Resultado | Visitante      | Estadio                       | Fecha           |          |
| -------------------- | --------- | -------------- | ----------------------------- | --------------- | -------- |
| El Porvenir          | 1 - 4     | Comunicaciones | La Estancia                   | 30 de diciembre |          |
| Central Córdoba (R)  | 1 - 5     | San Telmo      | El Coliseo de Mitre y Puccini | 30 de diciembre |          |
| Flandria             | 0 - 7     | Nueva Chicago  | Carlos V                      | 30 de diciembre |          |
| All Boys             | 0 - 0     | Liniers        | All Boys                      | 30 de diciembre |          |
| Arsenal de Llavallol | 1 - 7     | Talleres (RE)  | Arsenal de Llavallol          | 30 de diciembre |          |